# Гуаява яблучна
Яблучна гуаява (Psidium guajava) — вид вічнозелених дерев з роду гуаява родини миртових. Інша назва «звичайна гуаява».

## Опис
Є розлогим вічнозеленим деревом заввишки 4—5 м, окремі екземпляри сягають до 10 і навіть 20 м. Добре переносить посушливі періоди. Стовбур вкрито тонкою і гладенькою корою (2—4 мм), зовні блідо-рожевою або світло-сірою. Листя темно-зеленого кольору, завдовжки від 10 до 15 см, розташовані супротивно, цілокраї, по формі довгасто-яйцеподібні або овальні, зверху голі, знизу мають опушення.
Квітки поодинокі або в групах, мають по 4—5 пелюсток, зеленувато-білі або білі, діаметром до 2,5 см, дуже запашні. Цвіте і плодоносить до 5 разів на рік, тільки один врожай основний, що дає до 100 кг плодів з кожного дерева, а решта врожаю — додаткові. Є відмінним медоносом.
Плоди дозрівають довго — через 3—5 місяців після цвітіння. Через достатку сортів, форма, колір і розмір плодів можуть бути найрізноманітнішими. Їх довжина коливається від 4 до 15 см. Форму мають круглу, грушоподібну або овальну. Смак дуже приємний, мускусний. Колір м'якоті може бути білим, жовтим, рожевим або червоним. Зазвичай вага культурних сортів становить 70—160 г. Усередині м'якоті міститься безліч насіння, хоча виведені і безнасінні сорти.
Стиглий плід має дуже сильний запах. Якщо в прокуреному приміщені внести хоча б один плід, запах тютюнового диму буде повністю заглушено ароматом цього фрукта.

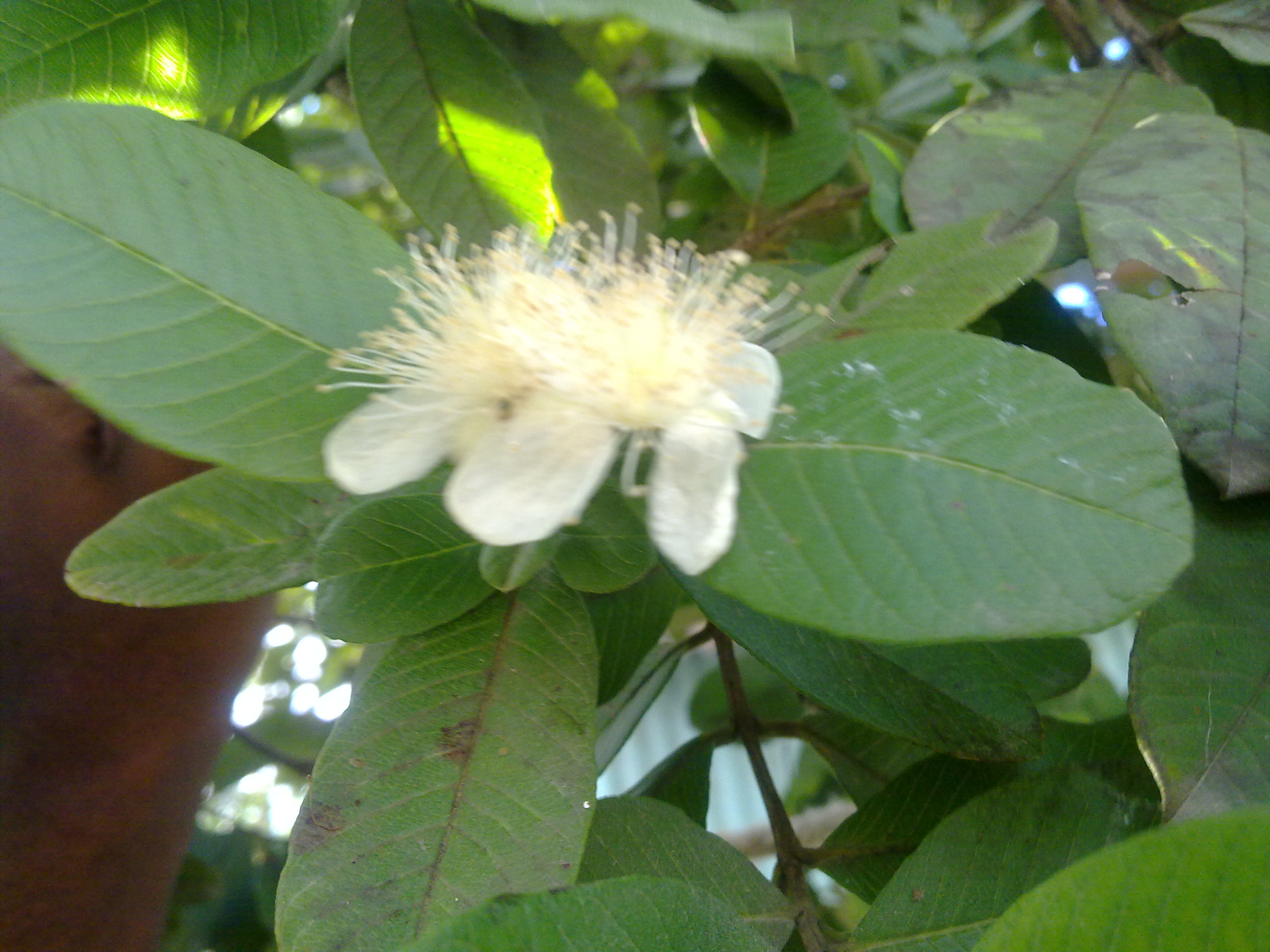
Квіти яблучної гуаяви
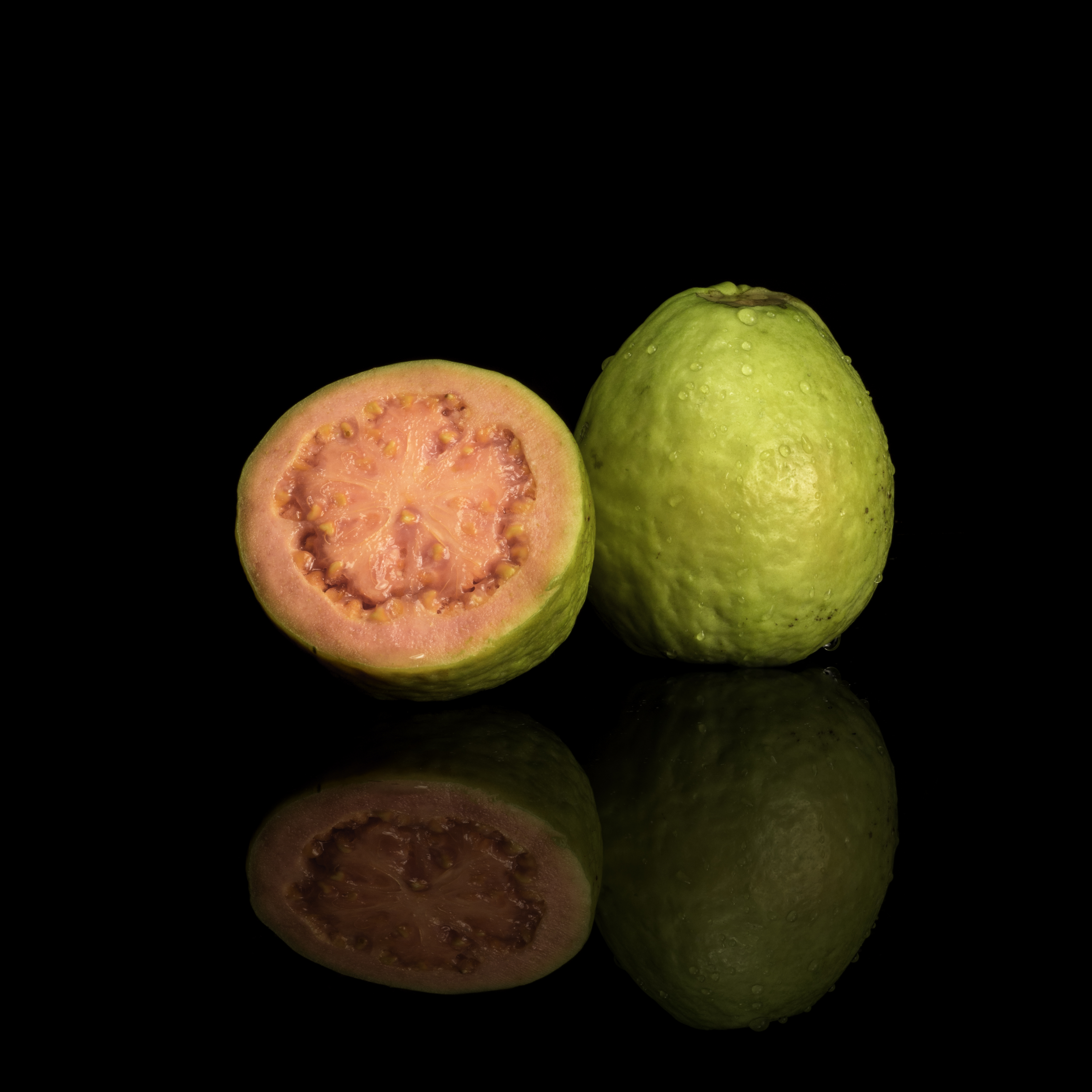
Плоди
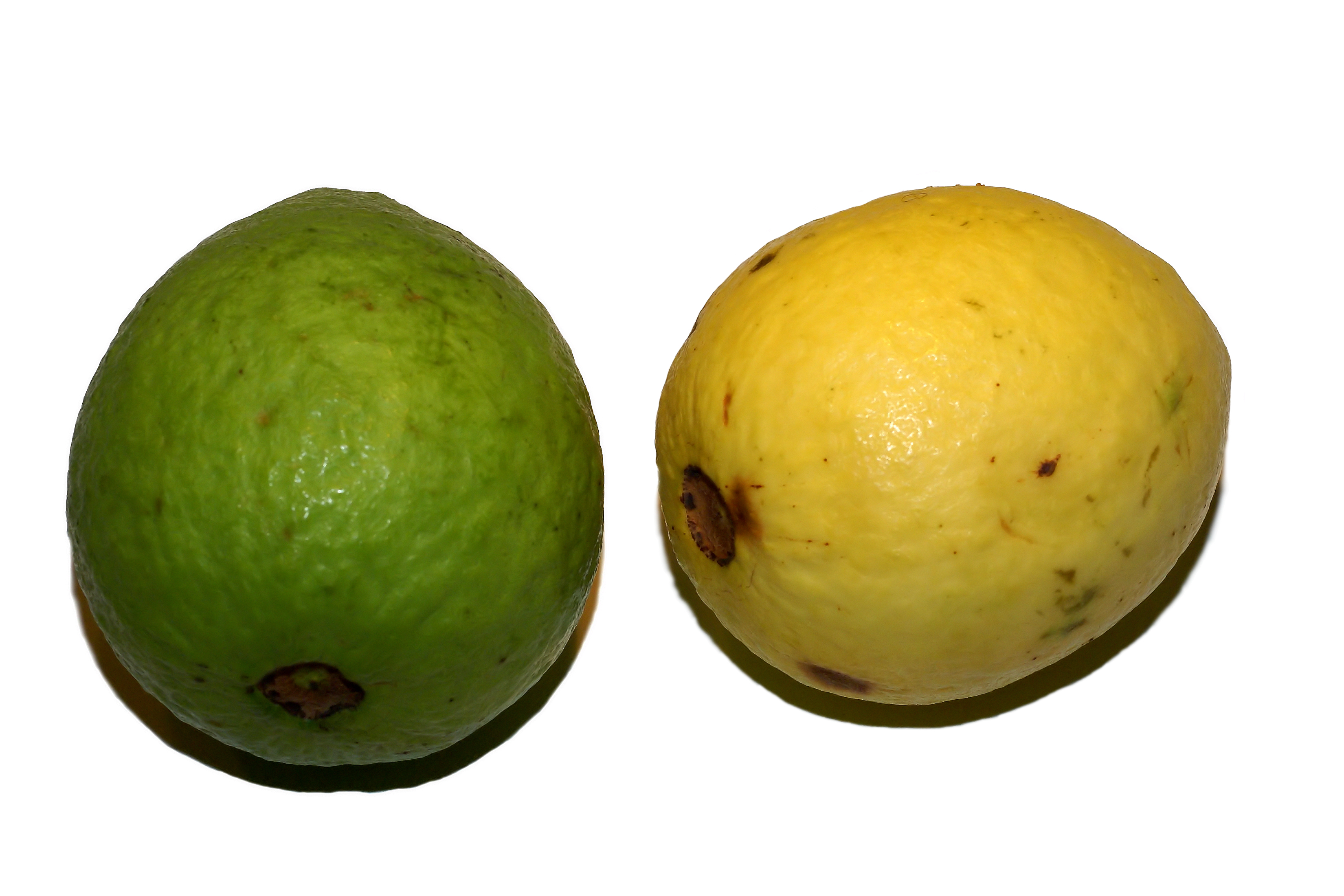

## Вирощування
Досить дешевий у вирощуванні фрукт і займає за масштабами виробництва друге місце в світі після бананів. Єдиний її недолік полягає в тому, що вона швидко псується.

## Застосування
Можна споживати у свіжому вигляді, при цьому разом з кісточками і шкіркою (вона тонка, але гірчить). В шкірці міститься велика кількість корисних речовин, що поліпшують травлення, нормалізують артеріальний тиск і стимулюють роботу серця.
Харчова цінність гуави (на 100 г): калорійність — 68 ккал; білки 2,55 г; ліпіди 0,95 г; вуглеводи 8,92 г; цукор 8,92 г; харчові волокна 5,4 г; зола 1,39 г; вода 80,8 г; мікроелементи: калій — 417 мг, кальцій — 18 мг, магній — 22 мг, натрій — 2 мг, фосфор — 40 мг; мікроелементи: марганець 150 мкг, залізо 260 мкг, мідь 230 мкг, цинк 230 мкг, селен 0,6 мкг; вітаміни: провітамін А (β-каротин), вітамін А (РЕ), вітамін В1 (тіамін), вітамін В2 (рибофлавін), вітамін В4 (холін), вітамін В5 (пантотенова кислота), вітамін В6 (піридоксин), вітамін В9 (фолієва кислота), вітамін С (аскорбінова кислота), вітамін Е (токоферол), вітамін К (філохінон), вітамін РР (нікотинова кислота).
Плоди виключно корисні для здоров'я. У ній дуже багато клітковини, вітамінів групи В, білків, кальцію, фосфору і заліза. Вітаміну С в ній в п'ять разів більше, ніж в апельсині (230 мг / 100 г). У сортах з білою м'якоттю вміст вітаміну С значно вище, ніж в сортах з темною (червоної і помаранчевої) м'якоттю. А ось що стосується провітаміну А, то тут ситуація виглядає навпаки: найвищий вміст β-каротину відзначається в темно-червоній м'якоті.
Вміст цукру доходить до 9 %, тому фрукт дуже поживний і швидко втамовує голод. М'якоть багата клітковиною і пектином, що допомагає швидше очистити організм від продуктів метаболізму, а також радіонуклідів і токсинів.
Багато європейських дієтологів рекомендують яблучну гуаяву для дитячого харчування, а також для годуючих матерів, оскільки вона зміцнює імунітет, сприяє підвищенню рівня гемоглобіну в крові, відновлюючи сили після пологів. Плоди також їдять від діареї (проносу), для лікування астми, бронхіту та інших захворювань дихальних шляхів, і навіть для запобігання епілептичних припадків і судом.
З плодів готують соки, сиропи, джеми, варення, конфітюри, салати.
Відвар з листя допомагає при проносі, мігрені й порушеннях менструального циклу. Листя також прикладають до ран, наривів і опіків як знезаражувальний засіб. Їх жують для зняття зубного болю і температури. Відваром листя можна полоскати горло при застуді, кашлі, стоматиті, пародонтозі, гінгівіті та інших захворюваннях порожнини рота. Він же може застосовуватися як зовнішній антисептичний засіб.
Жителі деяких країн використовують шкірку яблучної гуайави для поліпшення травлення, роботи серця і нормалізації артеріального тиску. Шкірка містить у 10—15 разів більше антиоксидантів, ніж м'якоть плоду.

## Протипокази до вживання
Досить безпечний фрукт. Розлад кишечника настає тільки якщо з'їсти більше 1 кг цього фрукта. При цьому слід враховувати індивідуальну непереносимість, оскільки гуайава є досить сильним алергеном.
Незрілі плоди гуайави містять багато оксалату кальцію, тому їх не можна вживати при схильності до утворення каменів у нирках, сечоводах і сечовому міхурі.

## Розповсюдження
Батьківщиною є Центральна і Південна Америка. У доколоніальний період широко використовувався народами Месоамерики, чибча та представниками Андських культур. Є дані, що місцеві народи стали окультурювати гуйаву ще кілька тисяч років тому. Конкістадори стали висаджувати цю рослину по всій тропічній зоні Америки і островах Карибського басейну. В даний час культивується також в багатьох регіонах тропічної Азії й Африки, а також в Ізраїлі.